# Paraknoxia
Paraknoxia  es un género monotípico de plantas con flores perteneciente a la familia de las rubiáceas. Incluye una sola especie: Paraknoxia parviflora (Stapf ex Verdc.) Verdc. ex Bremek. (1953). Es nativa del centro y este de África tropical donde se distribuye por Angola, República Centroafricana, República Democrática del Congo y Malaui.

## Descripción
Es una planta herbácea erecta que alcanza un tamaño de 4-38 cm de altura, los tallos delgados, a menudo ramificado, peludos. Las láminas foliares estrechamente elípticas, lanceoladas, lineales o lineal-oblanceoladas u ovado-elípticas, de 1,3-4,2 cm de largo, 0,2-1  cm de ancho, ± agudas en el ápice, cuneadas en la base, cubierta de pelos cortos, pecíolos de hasta 3 mm de largo; estípulas con 3-7 segmentos  deltoides.  Las inflorescencias  con flores axilares. Corola blanca o teñida de azul malva; tubo de ± 1,75 a 4 mm de largo. Fruta de 1.3-1.75 mm de largo, 1,25 mm de ancho, un poco aguda en el ápice, densamente cubierta de pelos escamosos. Las semillas de color castaño con 0.8-0.9 mm de largo.

## Taxonomía
Paraknoxia parviflora fue descrita por (Stapf ex Verdc.) Verdc. ex Bremek. y publicado en Kew Bulletin 8: 439, en el año 1953.
Sinonimia
- Paraknoxia parviflora (Stapf ex Verdc.) Verdc.
- Paraknoxia ruziziensis Bremek.
- Pentanisia parviflora Stapf ex Verdc. basónimo[4]